# Myiarchus tyrannulus
Myiarchus tyrannulus là một loài chim trong họ Tyrannidae.